# 니노미야 서점
주식회사 니노미야 서점(일본어: 二宮書店 니노미야쇼텐[*])은 1947년에 설립된 일본의 출판사이다. 지리학 관련 도서를 주로 출판하며, 고등학교 지리역사과 검정교과서나 각국 요람〈데이터북 오브 더 월드〉 등이 알려져 있다.